# Akatsuka
Akatsuka (赤塚) és un barri del districte especial d'Itabashi, a Tòquio, Japó. En el passat també fou un municipi, amb la classificació de poble.

## Geografia
El barri d'Akatsuka es troba localitzat a la part nord-occidental del districte especial d'Itabashi. Geogràficament, Akatsuka es troba a l'altiplà de Musashino. Els límits del barri són amb Misono al nord; amb Daimon, Yotsuba i Tokumaru a l'est; amb Akatsuka-shinmachi al sud i amb Narimasu a l'oest. Cal assenyalar que el barri d'Akatsuka es troba a vora 300 metres de la frontera amb la prefectura de Saitama.

### Sub-barris
El barri compta amb huit sub-barris:
- Akatsuka 1 chōme (赤塚一丁目)
- Akatsuka 2 chōme (赤塚二丁目)
- Akatsuka 3 chōme (赤塚三丁目)
- Akatsuka 4 chōme (赤塚四丁目)
- Akatsuka 5 chōme (赤塚五丁目)
- Akatsuka 6 chōme (赤塚六丁目)
- Akatsuka 7 chōme (赤塚七丁目)
- Akatsuka 8 chōme (赤塚八丁目)

## Història
Els orígens del llogaret d'Akatsuka es poden trobar entre el període Kamakura i el període Azuchi-Momoyama, quan formava part del districte de Toshima, a l'antiga província de Musashi. El primigeni municipi d'Akatsuka es creà de manera oficial poc després de la restauració Meiji, amb l'establiment de l'actual sistema de municipis. Tot i que en un principi, al 1871, formà part de la prefectura d'Urawa (predecessora de la prefectura de Saitama), poc temps després, l'any 1889, passà a integrar el ja desaparegut districte de Kita-Toshima, a l'antiga prefectura de Tòquio, sent ja considerat formalment un municipi. El poble d'Akatsuka mantindria la seua autonomia municipal fins que, l'1 d'octubre de 1932, l'antiga ciutat de Tòquio va absorbir el districte de Kita-Toshima amb tots els seus municipis, integrant-los alhora en el nou districte urba d'Itabashi.
En l'actualitat, el territori de l'antic poble d'Akatsuka es troba dividit entre els barris d'Akatsuka, Akatsuka-shinmachi, Shingashi, Daimon, part de Takashimadaira, Tokumaru, Narimasu, Misono i Yotsuba.

## Transport

### Ferrocarril
Al barri d'Akatsuka no existeix cap estació de ferrocarril. No obatant això, n'hi ha estacions que duen el nom del barri, com ara l'estació de Chikatetsu-Akatsuka, del Metro de Tòquio, a Nerima i l'estació de Shimo-Akatsuka (Akatsuka de baix), propietat dels ferrocarrils Tōbu i localitzada al barri d'Akatsuka-shinmachi.

### Carretera
- N-17
- TK-446